# عبدل‌آباد (کرمان)
عبدل‌آباد (کرمان)، روستایی از توابع بخش مرکزی شهرستان کرمان در استان کرمان ایران است.
یکی از مکان های گردشگری 

این روستا از خانواده های مختلفی تشکیل شده که همه آن ها با هم فامیل می باشند
بزرگترین خانواده ها عبارتند از: صادقی عبدل آبادی ، زحمتکش ، دهقان پیر ، کارگر و...

این روستا یک شهید جاوید الاثر دارد به شهید غلام رضا زحمتکش

## جمعیت
این روستا در دهستان درختنگان 30 کیلومتری شهر کرمان قرار دارد و براساس سرشماری مرکز آمار ایران در سال1395، جمعیت آن 220 نفر (62خانوار) بوده‌است.از قدیم الایام مرکز معنوی مراسمات عزاداری تاسوعا و عاشورا در منطقه کوهپایه بالا بوده .